# Камбрија (Илиноис)
Камбрија (енгл. Cambria) град је у америчкој савезној држави Илиноис.

## Демографија
По попису из 2010. године број становника је 1.228, што је 102 (-7,7%) становника мање него 2000. године.
| Група             | 2000.         | 2010.         |
| Белци             | 1.256 (94,4%) | 1.172 (95,4%) |
| Афроамериканци    | 30 (2,3%)     | 17 (1,4%)     |
| Азијати           | 1 (0,1%)      | 3 (0,2%)      |
| Хиспаноамериканци | 23 (1,7%)     | 18 (1,5%)     |
| Укупно            | 1.330         | 1.228         |